# Rocketman
Rocketman je životopisný hudební film z roku 2019 režiséra Dextera Fletchera představující život zpěváka Eltona Johna. Scénář k filmu napsal Lee Hall a v hlavních rolích se objevili Taron Egerton, Richard Madden, Jamie Bell a Bryce Dallas Howard. Snímek popisuje mládí Eltona Johna jako zázračného studenta na hudební konzervatoři Royal Academy of Music až do přípravy hudební spolupráce s Berniem Taupinem. Film je pojmenován po stejnojmenné skladbě Eltona Johna z roku 1972.
Film vznikal téměř dvě desítky let. V roce 2014 se filmu nakonec ujalo studio Paramount Pictures. V dubnu 2018 byly podepsány smlouvy s režisérem Dexterem Fletcherem a Taronem Egertonem, představitelem hlavní role. Natáčení probíhalo od srpna do podzimu roku 2018.
Film měl světovou premiéru 16. května 2019 na filmovém festivalu v Cannes a byl zde nominován na cenu Queer Palm. Film získal pozitivní reakce od kritiků, kteří zvláště chválili Egertonův herecký výkon. Film také posbíral řadu cen, Egerton byl za svůj herecký výkon oceněn mimo jiné Zlatým glóbem (nejlepší herec) a film získal Oscara za nejlepší filmovou píseň.

## Obsah filmu
Film vypráví životní příběh zpěváka Eltona Johna od dob, kdy byl talentovaným studentem na Royal Academy of Music. Mapuje nejen jeho vlivnou a trvalou hudební spolupráci s Berniem Taupinem, ale také jeho boje s depresemi, zneužívání návykových látek a přijetí sexuální orientace.

## Obsazení
| Taron Egerton                 | Elton John                              |
| Jamie Bell                    | Bernie Taupin                           |
| Richard Madden                | manažer John Reid                       |
| Bryce Dallas Howard           | matka Sheila Eileen                     |
| Stephen Graham                | Dick James                              |
| Jason Pennycooke              | Wilson                                  |
| Charlie Rowe                  | Ray Williams                            |
| Gemma Jones                   | babička Ivy                             |
| Kit Connor a Matthew Illesley | Reginald Dwight (malý Elton John)       |
| Kamil Lemieszewski            | Dr. Maverick                            |
| Steven Mackintosh             | otec Stanley                            |
| Jimmy Vee                     | Arthur                                  |
| Rachel Muldoon                | Kiki Dee                                |
| Celinde Schoenmaker           | Renate Blauel                           |
| Sharon D. Clarke              | vedoucí skupiny u Anonymních alkoholiků |
| Tate Donovan                  | Doug Weston                             |
| Ophelia Lovibond              | Arabella                                |
| Peter Cerlienco               | Dee Murray                              |
| Francesco Lucidi              | Nigel Olsson                            |

## Recenze
- Mirka Spáčilová, iDNES.cz, 29. května 2019, [1]
- František Fuka, FFFILM.cz, 28. května 2019, [2]
- Věra Míšková, Právo, 30. května 2019, [3]
- Dagmar Šimková, TotalFilm.cz, 29. května 2019, [4]
- Aleš Harazim, TotalFilm.cz, 31. května 2019, [5]

## Soundtrack
Soundtrack k filmu s názvem Rocketman (Music from the Motion Picture) byl vydán 24. května 2019 prostřednictvím hudebních vydavatelství Virgin EMI a Interscope Records.
Seznam skladeb:
| Pořadí | Název                                 | Interpret(i)                                                     | Délka |
| ------ | ------------------------------------- | ---------------------------------------------------------------- | ----- |
| 1.     | The Bitch Is Back                     | Taron Egerton a Sebastian Rich                                   | 1:53  |
| 2.     | I Want Love                           | Kit Connor, Gemma Jones, Bryce Dallas Howard a Steven Mackintosh | 2:13  |
| 3.     | Saturday Night's Alright for Fighting | Kit Connor a Taron Egerton                                       | 3:10  |
| 4.     | Thank You for All Your Loving         | Taron Egerton                                                    | 3:24  |
| 5.     | Border Song                           | Taron Egerton                                                    | 3:25  |
| 6.     | Rock and Roll Madonna                 | Taron Egerton                                                    | 2:42  |
| 7.     | Your Song                             | Taron Egerton                                                    | 4:01  |
| 8.     | Amoreena                              | Taron Egerton                                                    | 4:20  |
| 9.     | Crocodile Rock                        | Taron Egerton                                                    | 2:53  |
| 10.    | Tiny Dancer                           | Taron Egerton                                                    | 5:25  |
| 11.    | Take Me to the Pilot                  | Taron Egerton                                                    | 3:43  |
| 12.    | Hercules                              | Taron Egerton                                                    | 5:26  |
| 13.    | Don't Go Breaking My Heart            | Taron Egerton a Rachel Muldoon                                   | 1:43  |
| 14.    | Honky Cat                             | Taron Egerton a Richard Madden                                   | 2:43  |
| 15.    | Pinball Wizard                        | Taron Egerton                                                    | 2:02  |
| 16.    | Rocket Man                            | Taron Egerton                                                    | 4:31  |
| 17.    | Bennie and the Jets                   | Taron Egerton                                                    | 2:28  |
| 18.    | Don't Let the Sun Go Down on Me       | Taron Egerton a Celinde Schoenmaker                              | 2:40  |
| 19.    | Sorry Seems to Be the Hardest Word    | Taron Egerton                                                    | 2:15  |
| 20.    | Goodbye Yellow Brick Road             | Taron Egerton a Jamie Bell                                       | 4:05  |
| 21.    | I'm Still Standing                    | Taron Egerton                                                    | 3:58  |
| 22.    | (I'm Gonna) Love Me Again             | Taron Egerton a Elton John                                       | 4:11  |

## Zajímavost
Do filmu investovala 4,5 milionu dolarů katolická církev.

## Ocenění a nominace
| Rok  | Ocenění                                     | Kategorie                                          | Nominovaní                                                                          | Výsledek  |
| ---- | ------------------------------------------- | -------------------------------------------------- | ----------------------------------------------------------------------------------- | --------- |
| 2019 | Filmový festival v Cannes                   | Queer Palm                                         | Dexter Fletcher                                                                     | nominace  |
| 2020 | Oscar                                       | Nejlepší filmová píseň                             | Elton John a Bernie Taupin za „(I'm Gonna) Love Me Again“                           | vítězství |
| 2020 | Zlatý glóbus                                | Nejlepší film (komedie / muzikál)                  | Rocketman                                                                           | nominace  |
| 2020 | Zlatý glóbus                                | Nejlepší mužský herecký výkon (komedie / muzikál)  | Taron Egerton                                                                       | vítězství |
| 2020 | Zlatý glóbus                                | Nejlepší píseň                                     | Elton John a Bernie Taupin za „(I'm Gonna) Love Me Again“                           | vítězství |
| 2020 | Cena Sdružení filmových a televizních herců | Nejlepší herec v hlavní roli                       | Taron Egerton                                                                       | nominace  |
| 2020 | Cena Grammy                                 | Nejlepší kompilační soundtrack pro vizuální médium | Rocketman                                                                           | nominace  |
| 2020 | Filmová cena Britské akademie               | Nejlepší britský film                              | Dexter Fletcher, Adam Bohling, David Furnish, David Reid, Matthew Vaughn a Lee Hall | nominace  |
| 2020 | Filmová cena Britské akademie               | Nejlepší herec v hlavní roli                       | Taron Egerton                                                                       | nominace  |
| 2020 | Filmová cena Britské akademie               | Nejlepší masky                                     | Lizzie Yianni-Georgiou                                                              | nominace  |
| 2020 | Filmová cena Britské akademie               | Nejlepší zvuk                                      | Matthew Collinge, John Hayes, Mike Prestwood Smith a Danny Sheehan                  | nominace  |
| 2020 | Critics' Choice Movie Awards                | Nejlepší masky                                     | Rocketman                                                                           | nominace  |
| 2020 | Critics' Choice Movie Awards                | Nejlepší kostýmy                                   | Julian Day                                                                          | nominace  |
| 2020 | Critics' Choice Movie Awards                | Nejlepší píseň                                     | Elton John a Bernie Taupin za „(I'm Gonna) Love Me Again“                           | vítězství |
| 2019 | Teen Choice Awards                          | Nejlepší herec: drama                              | Taron Egerton                                                                       | nominace  |
| 2019 | Los Angeles Online Film Critics Society     | Nejlepší herec                                     | Taron Egerton                                                                       | vítězství |
| 2019 | Ceny magazínu GQ                            | Herec roku                                         | Taron Egerton                                                                       | vítězství |
| 2019 | Attitude Film Awards                        | Filmová cena                                       | Taron Egerton                                                                       | vítězství |
| 2019 | Hollywood Film Awards                       | Cena pro slibného herce                            | Taron Egerton                                                                       | vítězství |
| 2019 | Hollywood Film Awards                       | Cena za nejlepší masky                             | Lizzie Yianni-Georgiou, Tapio Salmi a Barrie Gower                                  | vítězství |
| 2019 | People's Choice Awards                      | Herecká hvězda roku (drama)                        | Taron Egerton                                                                       | nominace  |
| 2019 | People's Choice Awards                      | Dramatický film                                    | Rocketman                                                                           | nominace  |
| 2019 | Hollywood Music in Media Awards             | Nejlepší píseň                                     | Elton John a Bernie Taupin za „(I'm Gonna) Love Me Again“                           | nominace  |
| 2019 | Screen Awards                               | Nejlepší kampaň v kinech                           | Paramount UK                                                                        | vítězství |
| 2019 | Satellite Award                             | Nejlepší film (komedie / muzikál)                  | Rocketman                                                                           | nominace  |
| 2019 | Satellite Award                             | Nejlepší herec (komedie / muzikál)                 | Taron Egerton                                                                       | vítězství |
| 2019 | Satellite Award                             | Nejlepší kostýmy                                   | Julian Day                                                                          | nominace  |
| 2019 | Satellite Award                             | Nejlepší kamera                                    | George Richmond                                                                     | nominace  |
| 2019 | Satellite Award                             | Nejlepší střih                                     | Chris Dickens                                                                       | nominace  |
| 2019 | Satellite Award                             | Nejlepší původní píseň                             | Elton John a Bernie Taupin za „(I'm Gonna) Love Me Again“                           | vítězství |
| 2019 | Satellite Award                             | Nejlepší zvuk                                      | Matthew Collinge a John Hayes                                                       | nominace  |
| 2020 | Hollywood Critics Association               | Nejlepší herec                                     | Taron Egerton                                                                       | nominace  |
| 2020 | Hollywood Critics Association               | Nejlepší komedie/muzikál                           | Rocketman                                                                           | vítězství |
| 2020 | Hollywood Critics Association               | Nejlepší kostýmy                                   | Julian Day                                                                          | vítězství |
| 2020 | Hollywood Critics Association               | Nejlepší masky                                     | Lizzie Yianni-Georgiou, Tapio Salmi a Barrie Gower                                  | nominace  |
| 2020 | Hollywood Critics Association               | Nejlepší původní píseň                             | Elton John a Bernie Taupin za „(I'm Gonna) Love Me Again“                           | nominace  |
| 2020 | Make-Up Artists and Hair Stylists Guild     | Nejlepší masky                                     | Barrie Gower, Lizzie Yianni-Georgiou, Victoria Money                                | nominace  |
| 2020 | Santa Barbara International Film Festival   | cena Virtuoso                                      | Taron Egerton                                                                       | vítězství |
| 2020 | Golden Reel Awards                          | Nejlepší střih zvuku – dialogy a ADR               | Danny Sheehan                                                                       | nominace  |
| 2020 | Golden Reel Awards                          | Nejlepší střih zvuku v muzikálu                    | Andy Patterson, Cécile Tournesac                                                    | vítězství |
| 2020 | Costume Designers Guild Awards              | Nejlepší kostýmy v historickém filmu               | Julian Day                                                                          | nominace  |
| 2020 | Casting Society of America                  | Vysokorozpočtový celovečerní film – Komedie        | Reginald Poerscot-Edgerton                                                          | nominace  |
| 2020 | Mediální cena GLAAD                         | Výjimečný film                                     | Rocketman                                                                           | nominace  |